# Колчин, Борис Николаевич
Борис Николаевич Колчин (латыш. Boriss Kolčins;  род. 29 сентября 1957 года, Рига) — российский и латвийский волейбольный тренер.

## Тренерская карьера
Начал свою тренерскую карьеру в Италии — возглавлял «Флоренцию» (1993/94, А1), а также клубы серии А2 «Латина» (1996/97), «Джоя-дель-Колле» (1998/99), «Ламеция» (2000/01).
Продолжительное время был главным тренером «Факела» из Нового Уренгоя (с сезона 2005/06 до декабря 2010 года), с которым завоевал Кубок ЕКВ-2007 и бронзовую медаль чемпионата России — 2009, также он возглавлял «Белогорье» (2015/16 — до ноября), женское московское «Динамо» (2011/12 — до февраля) и сборную Латвии. Он был помощником Даниэле Баньоли в сборной России и неоднократно входил в тренерский штаб «Белогорья». В последние годы Колчин работал ассистентом главного тренера сборной Латвии.
Борис Колчин вернулся в «Динамо» (Москва) в середине сезона 2017/18 и провел один неполный сезон работы с ней в качестве главного наставника.